# Халит Ергенч
Халит Ергенч (на турски: Halit Ergenç) е театрален, телевизионен и киноактьор от Турция.
Най-известен в България е с ролята си на султан Сюлейман Великолепни в сериала „Великолепният век“. Други важни роли са на Ататюрк (във филма „Урок: Ататюрк“) и на Онур Аксал (в сериала „1001 нощ“).
|  |

## Биография
Роден е в семейството на актьора Саит Ергенч. След завършване на средното училище „Бешикташ Ататюрк“ (1989) следва година в Истанбулския технически университет и се прехвърля в университета „Мимар Синан“.
Още като студент работи като оператор и маркетолог. Известно време е вокалист и танцьор при певицата Айше Пекан. Постъпва в театър „Дормен“ (1996), където получава първата си главна роля в мюзикъла „Кралят и аз“. Добре се представя в телевизионния сериал „Черният ангел“ (Kara Melek), като продължава да играе в театъра. След сериалите Köşe Kapmaca и Böyle mi Olacaktı заминава за Ню Йорк, където играе в мюзикъла „Приключенията на Зак“ (The Adventures of Zak).
От 2000 година получава роли в киното – филмите Hiç Yoktan Aşk, Ölümün El Yazısı, Dedem, Gofret ve Ben, Zerda и сериалите Bugün Git Yarın Gel, Popcorn, Arapsaçı, Aliye (2004). Снима се във филма „Моят баща и моят син“ (2005) и в главна роля в „Мрежата 2.0“ (2006).
Ергенч играе ролята на Онур Аксал в сериала „1001 нощ“ (2006), после се снима във филмите Devrim Arabaları и МСА Ask. Участва с главната роля на Мустафа Кемал Ататюрк в биографичния филм „Урок: Ататюрк“ (Dersimiz: Atatürk, 2010). През 2011 година получава главна роля в сериала „Великолепният век“, където играе султан Сюлейман.

## Филмография
- 1996: Tatlı Kaçıklar
- 1996: Kara Melek
- 1997: Böyle mi Olacaktı
- 1998: Gurbetçiler
- 2000: Ölümün El Yazısı
- 2000: Hiç Yoktan Aşk
- 2001: Dedem, Gofret ve Ben
- 2002: Kumsaldaki İzler
- 2002: Zeybek Ateşi
- 2002: Azad
- 2002: Zerda
- 2003: Baba
- 2003: Esir Şehrin İnsanları
- 2003: Okul
- 2004: Aliye
- 2005: The Net 2.0 – Игор
- 2005: Babam ve Oğlum
- 2006: İlk Aşk
- 2006: Binbir Gece („1001 нощ“) – Онур Аксал
- 2008: Devrim Arabaları
- 2009: Acı Aşk
- 2010: Dersimiz Atatürk („Урок: Ататюрк“) – Ататюрк
- 2010: Misafir
- 2011: Muhteşem Yüzyıl („Великолепният век“) – Сюлейман
- 2016: Ali and Nino
- 2016: Vatanım Sensin („Ти си моята родина“) – Джевдет

## Личен живот
Първата му съпруга е Сойсалдъ Гизем (Soysaldı Gizem, 2008 – 2009). Негова съпруга от 2009 г. е актрисата Бергюзар Корел (Bergüzar Korel), известна с ролята си на Шехерезада в сериала „1001 нощ“; имат син,който се казва Али Ергенч роден на 13 януари 2010,на 9 март 2020 се ражда сина им Хан Ергенч.